# Francisco Fernández de Capillas
Francisco Fernández de Capillas (15 de agosto de 1607 - 15 de enero de 1648) fue un fraile dominico, sacerdote y misionero español en Filipinas y en China, donde padeció martirio.
Fue canonizado por Juan Pablo II el 1 de octubre de 2000, como uno de los 120 mártires de China.
- Datos: Q1063022
- Multimedia: Francis Ferdinand de Capillas / Q1063022